# YES MY FRIEND
「YES MY FRIEND」（イエス・マイ・フレンド）は久松史奈の12枚目のシングル。

## 内容
日本航空「'96 JAL沖縄キャンペーン」コマーシャルソング。
「YES MY FRIEND」とカップリング「TIME TOGETHER」共にリミックス・アルバム『MAX II Re-Mix In London』ではリテイクをしているが、2010年に発売されたCD2枚組ベスト・アルバム『THE BEST OF FUMINA HISAMATSU 20TH ANNIVERSARY』では「YES MY FRIEND」はそのまま収録した。

## 収録曲
全作詞：久松史奈
1. YES MY FRIEND
作曲：羽田一郎　編曲：西川進
2. TIME TOGETHER
作曲：久松史奈　編曲：瀬尾一三
3. YES MY FRIEND (inst.)